# Dreifaltigkeitskirche (Berlin-Lankwitz)

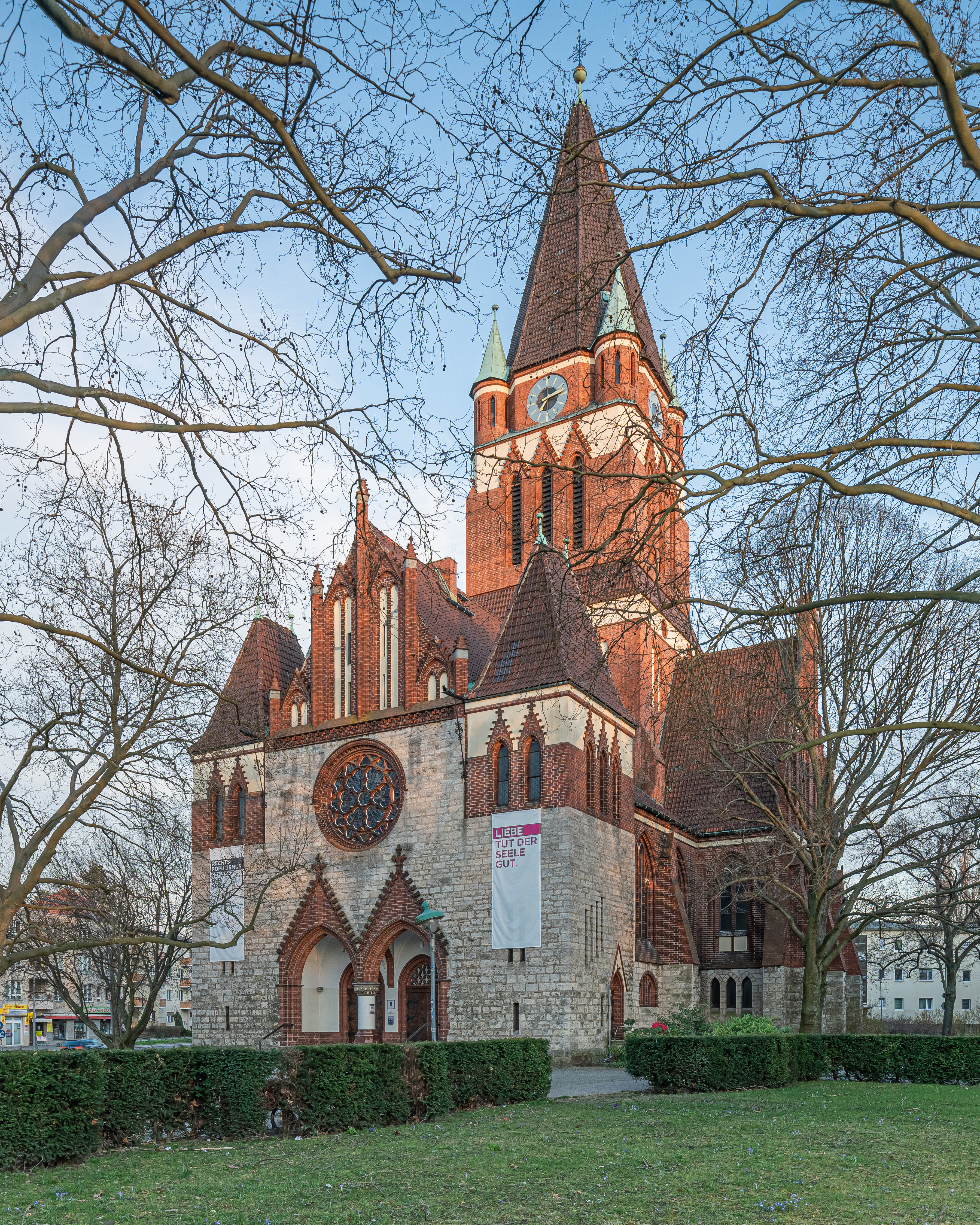
Kirchenfront mit Portalen

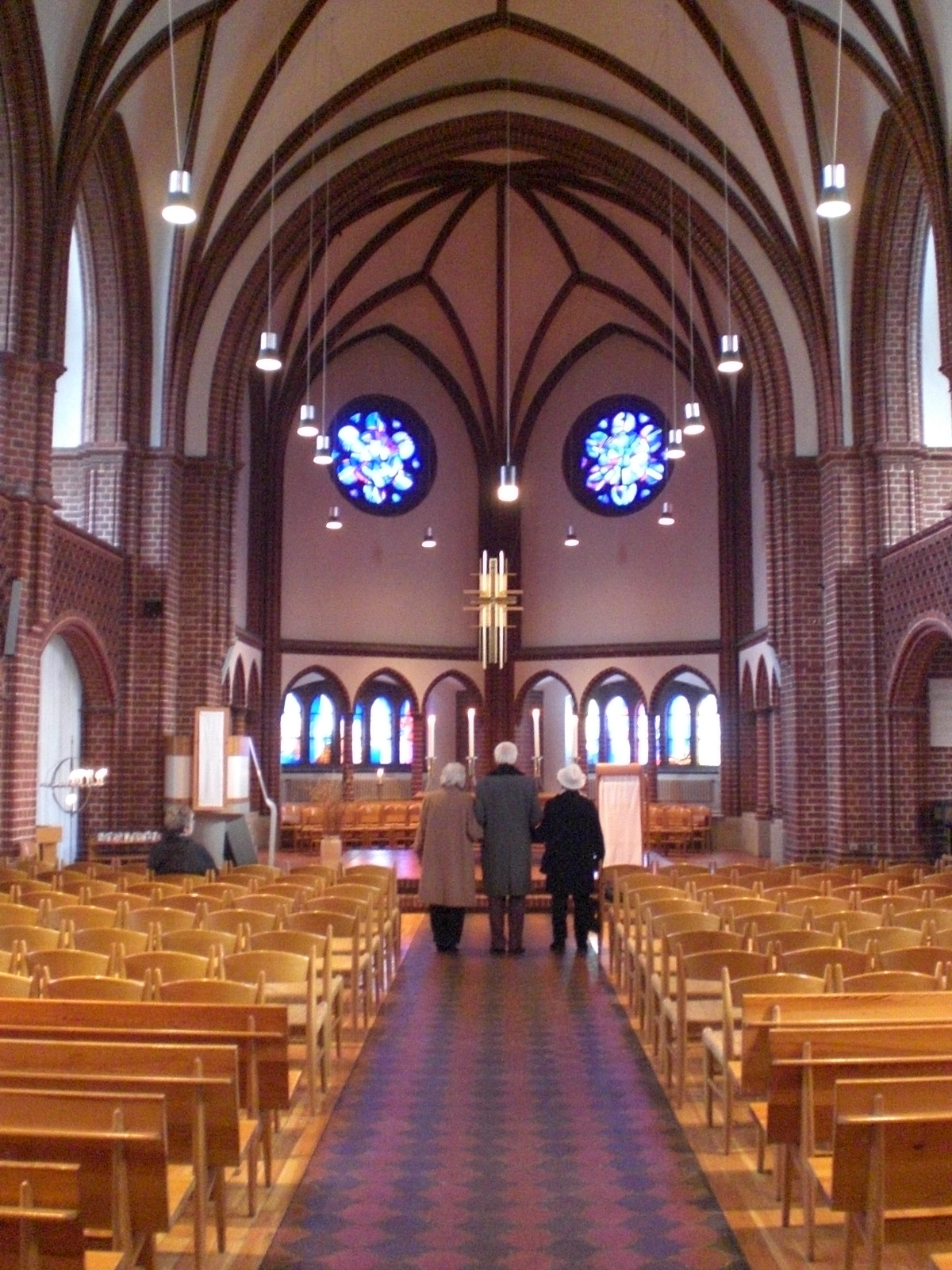
Innenraum

Die evangelische Dreifaltigkeitskirche im Berliner Ortsteil Lankwitz ist das unter Denkmalschutz stehende Kirchengebäude der dortigen Dreifaltigkeitskirchengemeinde. Umgangssprachlich wird sie auch Lankwitz-Kirche genannt und gibt dadurch diesen Namen unter anderem den örtlichen Bushaltestellen.

## Geschichte
Die Bevölkerungsdichte in der damals zum Landkreis Teltow gehörigen selbständigen Landgemeinde Lankwitz war um 1900 derart stark angestiegen, dass die Kapazitäten der Lankwitzer Dorfkirche nicht mehr ausreichend waren und die (am 1. Oktober 1894 vom Pfarrsprengel von Schöneberg abgezweigte) Evangelische Kirchengemeinde Lankwitz daher den Bau eines neuen Kirchengebäudes beschloss. Nachdem die Kirchengemeinde am 7. Juni 1903 ein Ersuchen auf Erteilung einer Baugenehmigung bei der Königlich Kaiserlichen Bauinspektion eingereicht hatte, erteilte die Baubehörde am 28. August 1903 die Genehmigung zum Beginn der Fundamentarbeiten. Am 22. Oktober 1903, dem Geburtstag von Kaiserin Auguste Viktoria, war Baubeginn nach einem Entwurf des Geheimen Regierungsrats Ludwig von Tiedemann unter Mitwirkung des Königlichen Regierungsbaumeisters Robert Leibnitz. Die offizielle Grundsteinlegung fand jedoch erst am 26. Juni 1904 unter Teilnahme hoher staatlicher kirchlicher Würdenträger statt. Die Bauleitung oblag dem Königlichen Regierungsbaumeister Dähne, die Bauausführung dem Maurermeister Aßmann/Assmann und dem Lichterfelder Maurer- und Zimmermeister Hermann Dorn, der u. a. heute denkmalgeschützte Villen in Zehlendorf (Ahrenshooper Zeile 57 und 59) entwarf und errichtete. Das Richtfest wurde am 23. März 1905 mit 93 Gästen einschließlich der Handwerker begangen. Am 11. Juni 1906 erfolgte die Kirchweihe durch Generalsuperintendent Wilhelm Faber in Anwesenheit des Prinzen August-Wilhelm von Preußen als Vertreter der Kaiserin. Die Kirche bot damals 900 Sitzplätze (heute rund 600) für die zu dieser Zeit rapide wachsende Zahl von Gemeindemitgliedern.
Der 55 Meter hohe Kirchturm wurde am 6. Februar 1919 von einem Kurierflugzeug der Luftpost Berlin–Weimar bei einer durch einen Motorschaden bedingten Notlandung auf der Kaiser-Wilhelm-Straße gerammt, wodurch die Turmspitz beschädigt wurde. Die Kirchengemeinde wurde für diesen Schaden mit 3500 Mark entschädigt.
Nachdem das Planungsverfahren für ein Gemeindehaus jahrelang durch Unstimmigkeiten und konträre Vorstellungen innerhalb der Kirchengemeinde verschleppt worden war, konnte die Gemeinde am Ostermontag des Jahres 1932 die Einweihung des neben der Kirche errichteten großen Gemeindehauses feiern. Heute ist das in der Gallwitzallee 4 und 6 gelegene Gemeindehaus im Ensemble mit der Kirche denkmalgeschützt.
Bei einem Luftangriff in der Nacht vom 23. zum 24. August 1943, der Lankwitzer Bombennacht, wurden die Dreifaltigkeitskirche und das Gemeindehaus stark beschädigt sowie weitgehend unbenutzbar. Während des bis 1945 andauernden Zweiten Weltkriegs war kein Wiederaufbau möglich. Nach Kriegsende dienten die nutzbaren Teile des Gemeindehauses täglich Hunderten von Menschen als Volksküche und Hilfslazarett. Für einen Wiederaufbau der Gebäude fehlte es noch an Geld und Materialien. Am 17. Dezember 1948 gewährte die Berliner Währungskommission der Kirchengemeinde einen Kredit in Höhe von 9000 Deutsche Mark, wodurch der Architekt  Schluckebier mit ersten Wiederaufbaumaßnahmen beauftragt werden konnte. Am 26. Januar 1949 wurde mit der Neueindeckung des Kirchendachs bei milder Witterung begonnen, plötzlich auftretende Winterstürme beschädigten jedoch das frisch eingedeckte Dach am 10. Februar 1949. Aufgrund dieses Vorfalls kam es zu einem Disput zwischen Kirchengemeinde, Bauleitung, Bauunternehmen und Geldgebern, was zur Sperrung der Gelder und zur Einstellung der Bauarbeiten geführt hat. Zwischen Dezember 1949 und Dezember 1950 konnte die Kirchengemeinde mit neuen Krediten die Gebäude teilweise instand setzen. Erst 1951 war die Kirche wieder nutzungsfähig; die Turmspitze fehlte bis 1964. Am 20. Mai 1951 erfolgte die offizielle Wiedereinweihung der weiterhin durch zahlreiche Kriegsschäden gezeichneten Kirche durch Generalsuperintendent Gerhard Jacobi.
Die Kirchengemeinde ließ an der Kaiser-Wilhelm-Straße ein Geschäftshaus samt Kindergarten und Kinderhort errichten, das 1960 fertiggestellt wurde. Heute bietet die Kindertagesstätte mit Spielplatz auf dem Hof Platz für 65 Kinder.
Die Großgemeinde Evangelische Kirchengemeinde Lankwitz wurde am 1. Januar 1963 in vier selbständige Kirchengemeinden aufgeteilt: die Dreifaltigkeitskirchengemeinde (drei Pfarrstellen), Dorfkirchengemeinde (eine Pfarrstelle), Paul-Schneider-Gemeinde (drei Pfarrstellen) und Dietrich-Bonhoeffer-Gemeinde (eine Pfarrstelle). Seit 2010 geben diese vier Gemeinden eine gemeinsame Gemeindezeitung (Kirchenfenster mit einer Auflage von 6450 Exemplaren) statt der jeweiligen Gemeindeblätter heraus. Im Dezember 2012 folgte der Zusammenschluss der vier evangelischen Kirchengemeinden zum Pfarrsprengel Lankwitz; die Zentralküsterei ist im Gemeindehaus der Dreifaltigkeitskirche angesiedelt.

## Bauwerk
Der Entwurf für den im Stil märkischer Backsteinbauten des 15. Jahrhunderts gehaltenen (sogenannte Berliner Backsteingotik) Kirchenbau stammt von Ludwig von Tiedemann. Die Kirche liegt an der Paul-Schneider-Straße (1906–1961: Lutherstraße). Der massige auf einer leichten Anhöhe zwischen Kaiser-Wilhelm-Straße und Gallwitzallee (bis 1937: Grüner Weg) befindliche kreuzförmige Bau mit dem hohen und markanten Vierungsturm in Form einer achteckigen Pyramide, den vier kleinere Rundtürme zusätzlich zieren, dominiert das neuere Lankwitzer Zentrum.
Äußerlich machte der Architekt Anleihen bei historischen Bauten. Als Baumaterial wurde bevorzugt heimisches Material eingesetzt, so Kalkstein aus Rüdersdorf in den unteren Abschnitten der Fassade, weiter oben märkische Backsteine im Klosterformat. Das Dach ist mit Ziegeln gedeckt.
Die Abmessungen des Kirchengebäudes betragen:
- Länge: 37,46 m
- Breite im Querschiff: 26,15 m
- Raumhöhe: 12,25 m
- Turmhöhe: 55,35 m zuzüglich Kreuz

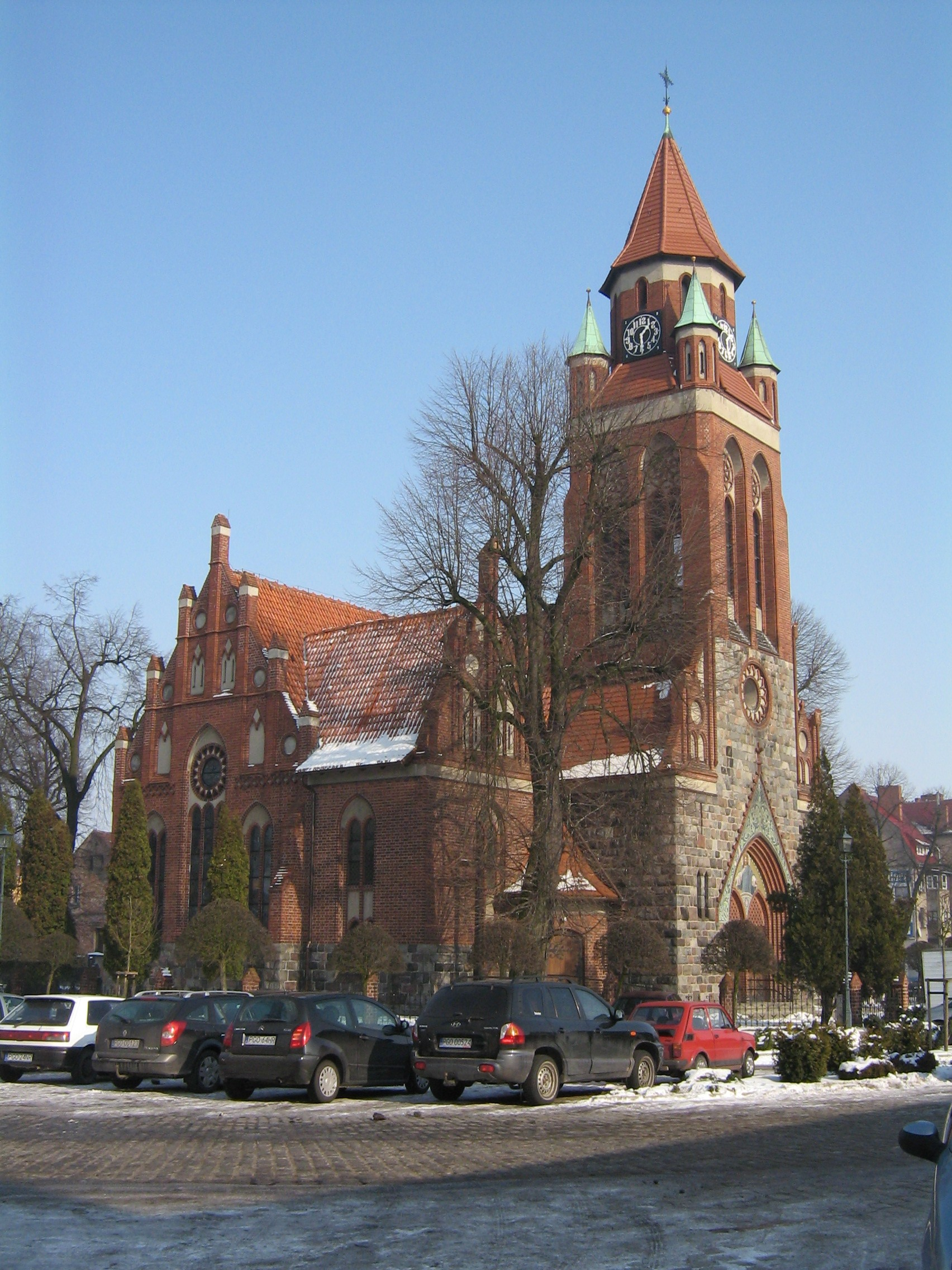
Herz-Jesu-Kirche in Grodzisk Wielkopolski

Zur selben Zeit wurde nach dem gleichen Entwurf von Ludwig von Tiedemann die Herz-Jesu-Kirche im damaligen Grätz, der heutigen polnischen Stadt Grodzisk Wielkopolski, erbaut.

## Ausstattung
Für die neugotische Innenausstattung der Dreifaltigkeitskirche zeichnete die Anstalt für kirchliche Kunst von Gustav Kuntzsch in Wernigerode verantwortlich, diese lieferte den Altar, die Kanzel, einen Taufständer, ein Lesepult, Leuchter, das Gestühl und alle Schnitzereien. Aufgrund der starken Zerstörung der Kirche im II. Weltkrieg und der späteren Umbauten sind keine Arbeiten der Firma Kuntzsch mehr erhalten.
Zwischen November 1961 und November 1962 wurde die Kirche im Inneren nach Plänen von Ludolf von Walthausen umgestaltet, um die Zerstörungen aus dem Krieg auszugleichen. Umstritten war dabei der Abbau des ursprünglichen Hochaltars. Auch Taufstein und Kanzel wurden durch neue Elemente an anderer Stelle ersetzt. Die Fenster des Altarraumes nebst Nischen wurden geschlossen und die Orgelempore vergrößert. Durch die Umbauten wurde die Sitzplatzanzahl auf etwa 500 reduziert. Die Pläne von Walthausens sahen auch die Wiederherstellung des Kirchturms in seiner ursprünglichen Form vor. Am 21. August 1964 wurde das Richtfest der Turmbekrönung begangen.
Weitere Umgestaltungen folgten in den 1980er Jahren und 1996. Die schlichte Rautenmuster-Verglasung der unteren zehn Fenster der Apsis wurden im Herbst 2004 durch künstlerisch gestaltete Bleiverglasung nach Entwürfen von Alois Plum ersetzt (Motive: Festtage im Kirchenjahr; Ausführung: Derix Glasstudio).

## Glocken
Während des Ersten Weltkriegs, am 4. Juni 1917, wurden die drei bronzenen Kirchenglocken (gestimmt in des – f – as) als Metallspende für den Bau von Kanonen vereinnahmt. Nach Kriegsende wurden drei neue vom Bochumer Verein angeschafft und am 31. August 1919 in einem feierlichen Gottesdienst eingeweiht.
| Schlagton | Gewicht | Durchmesser | Höhe   | Inschrift in der Schulter                                 | Inschrift in der Flanke         |
| --------- | ------- | ----------- | ------ | --------------------------------------------------------- | ------------------------------- |
| es'       | 2010 kg | 165 cm      | 125 cm | AUS TIEFER NOT SCHREI ICH ZU DIR.                         | ERZ GAB ICH, EISEN EMPFING ICH. |
| g'        | 1000 kg | 130 cm      | 100 cm | DENNOCH BLEIBE ICH STETS AN DIR, MEIN GOTT! PSALM 73,28 + | ERZ GAB ICH, EISEN EMPFING ICH. |
| b'        | 0500 kg | 110 cm      | 082 cm | HOFFE AUF DEN HERRN + UND TUE GUTES + PSALM 37,3.         | ERZ GAB ICH, EISEN EMPFING ICH. |

## Orgel
Von 1906 bis 1966 verfügte die Dreifaltigkeitskirche über eine Orgel von Wilhelm Sauer, die nach dem Bombenangriff von 1943 bis mindestens 1951 nicht benutzbar und reparierungsbedürftig war.
Im März 1964 wurde die Anschaffung einer neuen Orgel beschlossen, da die alte den Anforderungen nicht mehr genügte. Die Einweihung der neuen Orgel fand am 5. Juni 1966 statt. Seit 1966 verfügt das Kirchengebäude über eine Orgel von E. F. Walcker & Cie., die im Jahr 1987 um zwei auf 34 Register erweitert und inzwischen mit einer passiven MIDI-Anbindung nachgerüstet wurde. Ihre Disposition kann bei Orgel Databank nachgelesen werden. Die Walcker-Orgel verfügt ferner über eine Windabschwächung, drei Manuale (das mittlere mit MIDI-Abgriff) und Pedal, mechanische Traktur, elektrische Register und Tonkanzelladen sowie 2128 Pfeifen.